# نیک پیزولاتو
نیک پیزولاتو (متولد ۱۹۷۵) رمان‌نویس، نمایشنامه‌نویس و تهیه‌کننده آمریکایی است. وی متولد نیواورلئان، لوییزیانا است و در دانشگاه‌های ایالتی لوئیزیانا و آرکانزاس تحصیل کرده است.
وی تاکنون دو کتاب نوشته‌ است و اولین رمان خود را به‌نام گالوستون در ژوئن ۲۰۱۰ منتشر کرد، که به چندین زبان ترجمه شد.
در ۲۰۱۱ وی دو قسمت از فصل اول مجموعه تلویزیونی کشتار را نوشت.
او در ۲۰۱۲ فیلم‌نامه مجموعه تلویزیونی کاراگاه حقیقی را نوشت و آن را به شبکه اچ‌بی‌او فروخت و در ساخت آن، به عنوان تهیه‌کننده اجرایی با آن شبکه همکاری کرد.

## پیوند
- نیک پیزولاتو در بانک اطلاعات اینترنتی فیلم‌ها
- وب‌گاه رسمی